# Аридизація

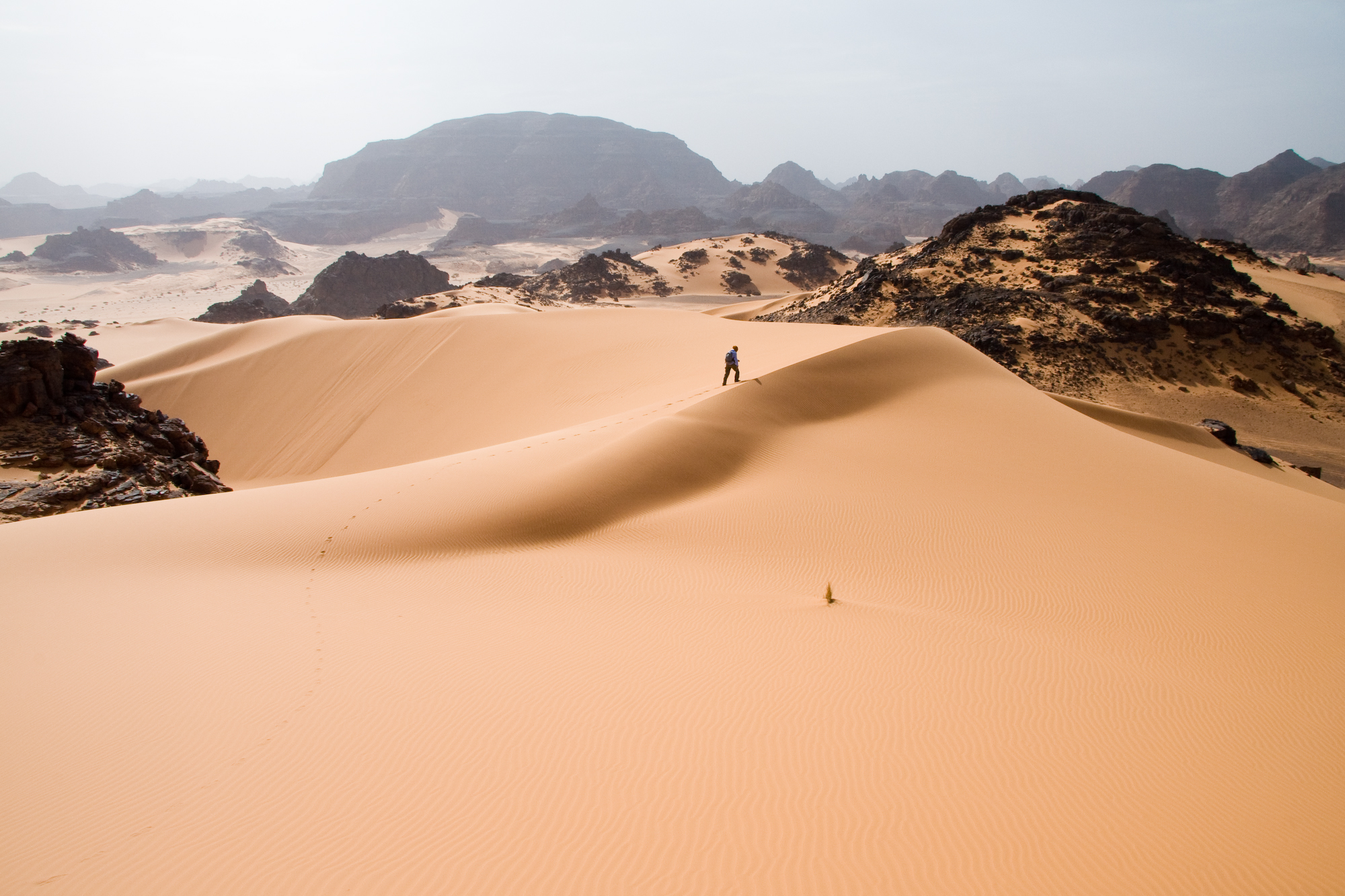
Піщані дюни в пустелі у області Тадрарт-Акакус на заході Лівії.

Аридизація, або ксеротизація (лат. aridus — сухий; фр. xerotisation від грец. xeros — сухий) — складний і багатогранний комплекс процесів зменшення зволоженості територій, загальне наростання сухості в екосистемах, ландшафтах і спричиненого цим скорочення біологічної продуктивності екосистем.
Аридизація відбувається внаслідок негативного впливу людини на природу, особливо відчутного в сучасну епоху (знеліснення територій, відкачування підземних вод для промислових цілей, знищення рослинності та утворення рухомих пісків на пасовищах, надмірне розорювання ґрунтів тощо). Аридизації можуть сприяти і природні причини, наприклад, загальне підняття окремих ділянок поверхні Землі; зміна періодів, в яких процеси випаровування вологи переважають над зволоженням, внаслідок зсуву напрямку руху панівних повітряних потоків (антициклонів, циклонів, мусонів), циклічні зміни клімату, зумовлені сонячною активністю.
Аридизація спричиняє зменшення біологічної продуктивності екосистем, зміну біоценозів, переважання в фітоценозах ксерофітів і нерідко — перетворення території в степ чи пустелю. Вважається, що пустелі Близького Сходу утворилися в результаті господарської діяльності людини, а площа Сахари з цієї ж причини збільшується щорічно на 100 тис. га. Посухи в зоні Сахеля (Центральна Африка) — також результат аридизації. Однак процеси аридизації не є незворотними, їм можна запобігти або ліквідувати, здійснюючи природоохоронні заходи: полезахисне лісонасадження, зменшення площі розораних земель, використання ґрунтозахисної системи обробітку, строго нормоване використання пасовищ, підтримання додатного водного балансу в ґрунтах, зрошення та обводнення тощо.